# Anthracoceros
Anthracoceros és un gènere d'ocells de la família dels buceròtids. Aquests calaus habiten territoris de selva de la zona indomalaia.

## Llista d'espècies
S'han descrit 5 espècies dins aquest gènere.
- calau becfalçat oriental (Anthracoceros albirostris).
- calau becfalçat de l'Índia (Anthracoceros coronatus).
- calau becfalçat cellut (Anthracoceros malayanus).
- calau becfalçat de Palawan (Anthracoceros marchei).
- calau becfalçat de les Sulu (Anthracoceros montani).